# Iktus (metrik)
Iktus är i nordisk metrik ett pulsslag i den puls som bär fram uppläsningen av en dikt. I äldre metrik är det en benämning på ett taktslag som markerar den betonade stavelsen i en rytmisk vers.